# Carl August Ackermann
Friedrich Carl Heinrich August Ackermann, Pseudonym Georg Wächter (* 13. Januar 1829 in  Kröpelin; †  20. März 1913 in  Wismar) war ein deutscher Polizeirat und Herausgeber.

## Leben
Carl August Ackermann war ein Sohn des Kröpeliner Bürgermeisters und späteren Kriminalrats Conrad August Ackermann aus dessen zweiter Ehe mit Charlotte Ernestine, geb. Eyller (1800–1841). Der Mediziner Theodor Ackermann war sein älterer Bruder, der Buchhändler und Verleger Friedrich Adolf Ackermann sein jüngerer Bruder.
1850 war er als Statistiker in Kiel angestellt. Von 1852 bis 1858 arbeitete er als Aktuar beim Stadtgericht in Röbel und wechselte dann ins großherzogliche Ministerium des Innern nach Schwerin. 1859 wurde er Polizeiinspektor, 1860 Ministerialregistrator und 1874 Ministerialsekretär. Ab 1884 war er Polizeirat. Zu seiner Pensionierung 1893 erhielt er den Charakter als Geheimer Polizeirat. Im Ruhestand lebte er in Braunschweig.
Ackermann folgte seinem Vater als verantwortlicher Redakteur (1851 bis 1893) und Herausgeber (bis 1900) des von diesem gegründeten Polizeiblatts Der Wächter. Da sie die gleichen Initialen (C.A.) hatten, ist die Abgrenzung zwischen beiden nicht immer einfach. 1861 lieferte er sich eine publizistische Fehde mit Friedrich Christian Avé-Lallemant. Avé-Lallemant sah die Polizei in der Krise und mahnte Reformen an, die Ackermann für unnötig hielt. Als Bilanz seines Berufslebens veröffentlichte er 1896 die Schrift Polizei und Polizeimoral. Diese wurde vom Verwaltungsrechtler Otto Mayer im Archiv für öffentliches Recht recht kritisch rezensiert.
Seit 1851 war Ackermann Mitglied des Vereins für mecklenburgische Geschichte und Altertumskunde. Er lieferte Beiträge zu Karl Bartsch Sammlung Sagen, Märchen und Gebräuche aus Meklenburg (1879/80).

## Werke
- Ein Wort über Praktische Statistik und die Mittel und Wege zu ihrer Förderung in Mecklenburg.  Als Ms. gedr., Kiel 1850
- Repertorium der in das Gebiet der Fremdenpolizei einschlagenden, im Großherzogthum Mecklenburg-Schwerin geltenden gesetzlichen Vorschriften über Passwesen, Verfahren gegen Landstreicher und Bettler, Staats- und Ortsangehörigkeit, Auslieferung von Verbrechern, Auswanderung, Gewerbebetrieb im Umherziehen u.s.w. : für den Handgebrauch der Obrigkeiten und Polizeibeamten. Schwerin: Bärensprung 1857

Digitalisat, Staatsbibliothek Berlin
- Gallerie noire. Abt. 1: Staatsverbrecher und politisch Verdächtige, Röbel: Expedition des Wächter 1854
- Für die deutsche Polizei: wider Herrn Dr. Avé-Lallemant. Schwerin: Schmale 1861
- Polizei und Polizeimoral. Nach den Grundsätzen des Rechtsstaats. Stuttgart: Enke 1896

Digitalisat
- (als Georg Wächter): Kleinstadtleben in der Großeltern jungen Jahren. Kulturgeschichtliche Bilder aus Mecklenburg. Plau 1904